# Charomcy
Charomcy (biał. Харомцы; ros. Хоромцы, Choromcy; pol. hist. Choromce, Choromiec) – wieś na Białorusi, w obwodzie homelskim, w rejonie oktiabrskim, w sielsowiecie Pareczcza.

## Historia
W XIX i w początkach XX w. położone były w Rosji, w guberni mińskiej, w powiecie bobrujskim. W 1845 wybudowano tu drewniany kościół rzymskokatolicki pw. Najświętszej Maryi Panny i św. Michała Archanioła, niezachowany do współczesnych czasów. Choromce były wówczas siedzibą rzymskokatolickiej parafii, należącej do dekanatu bobrujskiego diecezji wileńskiej. Prócz kościoła w Choromcach należały do niej kaplice w Rudobiełce, Albrechtowie i Ksawerpolu (w 1880 ta ostatnia już nie istniała). W II poł. XIX w. była to jedna z czterech parafii tego wyznania w powiecie bobrujskim.
Po I wojnie światowej pod administracją polską, w Zarządzie Cywilnym Ziem Wschodnich, w okręgu mińskim, w powiecie bobrujskim. W wyniku postanowień traktatu ryskiego znalazły się w granicach Związku Sowieckiego. Od 1991 w niepodległej Białorusi.

## Zabytki
W Choromcach znajduje się cmentarz z nagrobkami z inskrypcjami w języku polskim z XIX i z początku XX w. Do 2013 na cmentarz prowadziła zabytkowa drewniana brama z XIX w., obecnie zastąpiona kopią. Oryginalna brama znajduje się w muzeum w Oktiabrskim. Zachował się także fragment parku dworskiego z XIX w.
Niezachowanymi do czasów współczesnych zabytkami były dwór, kościół katolicki oraz cerkiew prawosławna.

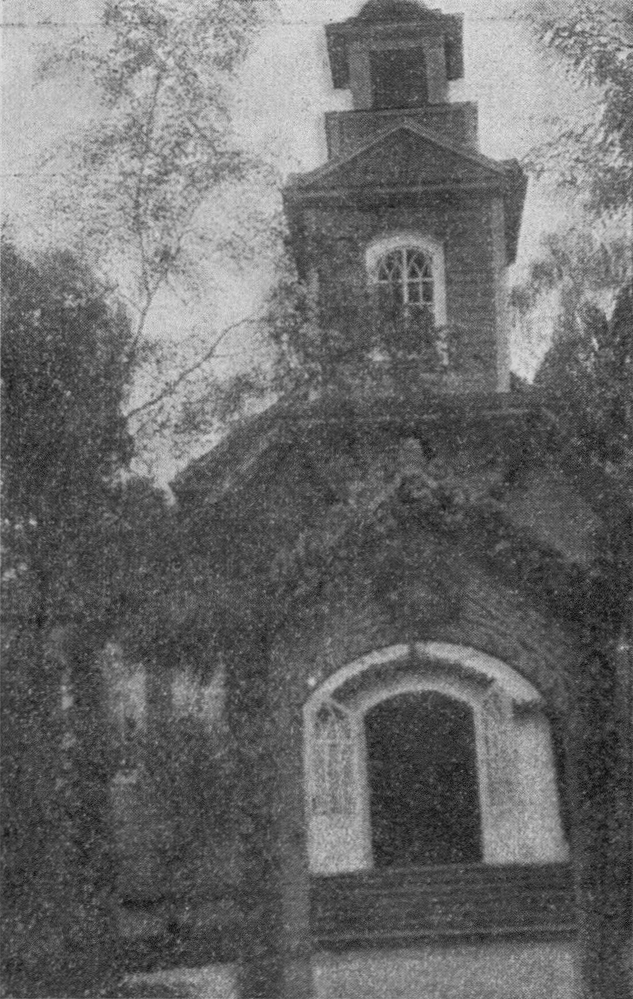
Kościół katolicki pw. Najświętszej Maryi Panny i św. Michała Archanioła (1914)
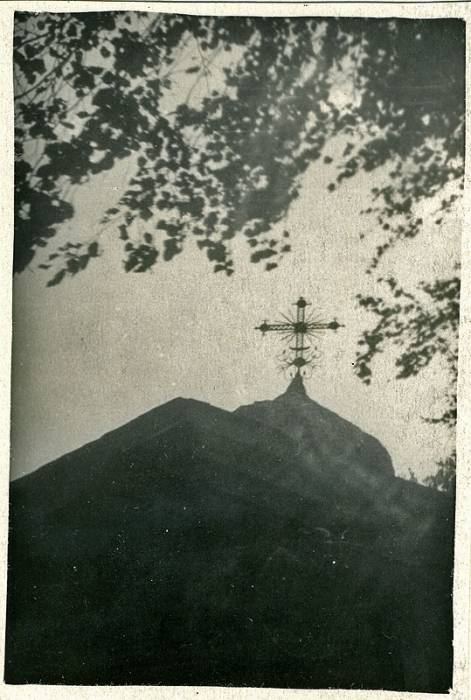
Cerkiew prawosławna (1949)
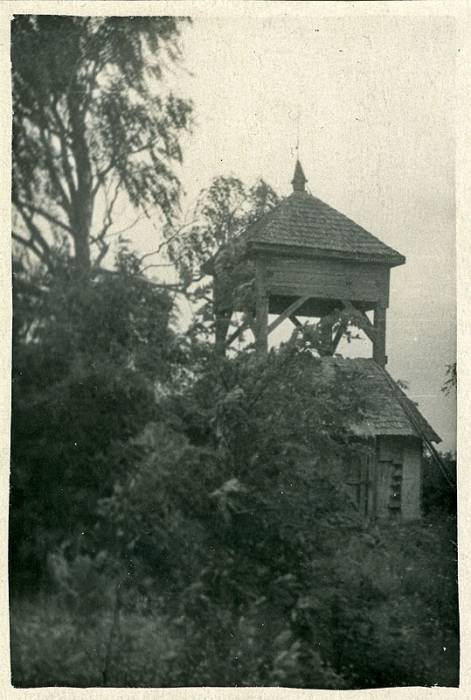
Dzwonnica cerkiewna (1949)